# 比利小子 (2019年電影)
《比利小子》（英語：The Kid）是一部2019年美國半傳記式西部動作電影，由文森·唐諾佛利歐執導，Andrew Lanham編劇。主演是伊芬·鶴健、丹·德翰、Jake Schur、Leila George、基斯·柏特、亞當·鮑德溫和唐諾佛利歐。故事集中講述一位名叫Rio Cutler的年輕男孩，他在一次任務中與當地警長伯得·格雷特和臭名昭著的罪犯比利小子組成了一個靠不住的聯盟，從男孩的叔叔兼幫派領導人Grant Cutler手中拯救他的妹妹Sara，因為Grant Cutler綁架了Sara索取贖金。
《比利小子》於2019年3月8日由獅門影視公司在美國發行上映。

## 演員
- 伊芬·鶴健 飾 伯得·格雷特（英语：Pat Garrett）
- 丹·德翰 飾 比利小子
- Jake Schur 飾 Rio Cutler
- Leila George 飾 Sara Cutler
- 基斯·柏特 飾 Grant Cutler
- 亞當·鮑德溫 飾 鮑伯·奧林傑（英语：Bob Olinger）
- 文森·唐諾佛利歐 飾 警長Romero
- 凱斯·賈迪恩（英语：Keith Jardine） 飾 Pete
- Chris Bylsma 飾 查利·博德爾（英语：Charlie Bowdre）
- Clint Obenchain 飾 湯姆·皮克特（英语：Tom Pickett (outlaw)）
- Chad Dashnaw 飾 戴夫·魯達博（英语：Dave Rudabaugh）
- Charlie Chappell 飾 比利·威森（英语：Billy Wilson (outlaw)）
- Joseph Santos 飾 詹姆斯·喬治·貝爾（英语：James George Bell）
- Hawk D'Onofrio 飾 Oran Moler
- 珍妮·加布里埃爾（英语：Jenny Gabrielle） 飾 Mirabel

## 製作

### 開發
2017年4月，文森·唐諾佛利歐宣佈執導本片，並且在本片中飾演警長Romero。2017年7月，丹·德翰被揀選飾演比利小子。2017年8月，透露了基斯·柏特會在本片中演出。2017年9月，Jake Schur被揀選演出。

### 拍攝
2017年10月，在新墨西哥州的聖達菲地區開始拍攝。

## 外部連結
- 互联网电影数据库（IMDb）上《比利小子》的资料（英文）